# San Giorgio di Mantova
San Giorgio di Mantova é uma comuna italiana da região da Lombardia, província de Mântua, com cerca de 7.496 habitantes. Estende-se por uma área de 24 km², tendo uma densidade populacional de 312 hab/km². Faz fronteira com Bigarello, Castelbelforte, Mantova, Porto Mantovano, Roncoferraro, Roverbella.

## Demografia
| Variação demográfica do município entre 1861 e 2011                               |
|                                                                                   |
| Fonte: Istituto Nazionale di Statistica (ISTAT) - Elaboração gráfica da Wikipedia |